# Rosa rapa
Rosa rapa Bosc, 1821 — имеет неопределённый статус. По садовой классификации роз относится к классам Старые садовые розы, Природные виды. В настоящее время выращивается в качестве декоративного садового растения.

## История
Описывается как вид североамериканских роз (Rosa rapa, Rosa turgida, Rosa fraxinifolia), как гибрид (Rosa × rapa), или как разновидность Rosa virginiana или сорт. По Линдли этот вид был собран в южной части Соединенных Штатов Фрейзером. Между 1785 и 1807 годом, шотландским путешественником и ботаником Джоном Фрейзером было сделано семь рейсов из Англии в Соединенные Штаты с целью сбора растений и семян. Образцы Rosa rapa из сада Dupont и образец из сада Лайелла находятся в гербарии Декандоль.  В 1919 году Альфред Редер писал что это садовая разновидность Rosa virginiana 'Plena'.
В настоящее время предполагается, что Rosa rapa отличается от Rosa virginiana и вероятно является синонимом Rosa carolina f. plena (Marsh) W.H. Lewis, 1958.

## Биологическое описание
Кусты относительно низкие. Листья глянцевые, тёмно-зелёные, сложные (листочки овальные, в количестве от 3 до 9). Прилистники заметно расширены.
Цветки полумахровые, сиренево-розовые.
Аромат умеренный.
Цветение однократное.

## В культуре
Согласно одному из источников под названием 'Rose d'Amour' известен в Англии с 1768 года.
Зоны морозостойкости (USDA-зоны): 2b—8b.